# Grandes Opções do Plano
Em Portugal as Grandes Opções do Plano (GOP) integram a estrutura do planeamento económico e social nacional e fundamentam a orientação estratégica da política de desenvolvimento económico e social.
São elaboradas pelo Governo que as apresentam à Assembleia da República como proposta de lei, devendo ser apresentadas juntamente com a proposta de lei do Orçamento do Estado até 15 de Outubro do ano económico anterior ao da sua vigência.
Têm a sua tradução financeira no Orçamento do Estado.